# Edolisoma montanum
Edolisoma montanum là một loài chim trong họ Campephagidae.